# 下葵涌
下葵涌（英語：Ha Kwai Chung，亦作），位於香港新界葵涌南部，與中葵涌的醉酒灣一部分合稱「南葵涌」，地區行政上屬於葵青區，位置包括醉酒灣及荔景一帶，西面為葵青貨櫃碼頭東翼（西翼則位於青衣島西南面），東北面及西北面為工業區，而東面及正北面則為住宅區。
下葵涌的北面界線比較模糊，有指葵芳邨及其西面一帶住宅屬下葵涌，但毗鄰葵芳邨的大連排及中葵涌公園卻被個別政府機構認為位於中葵涌，然而根據政府官方地圖，中葵涌公園明顯位於下葵涌。
下葵涌東南面以呈祥道作為九龍及新界的分界，但部分荔枝角灣的屋苑，包括清麗苑及盈暉臺（葵涌市地段第474號），在地區行政上並不屬於葵青區，而是屬於深水埗區。

## 區議會議席分佈

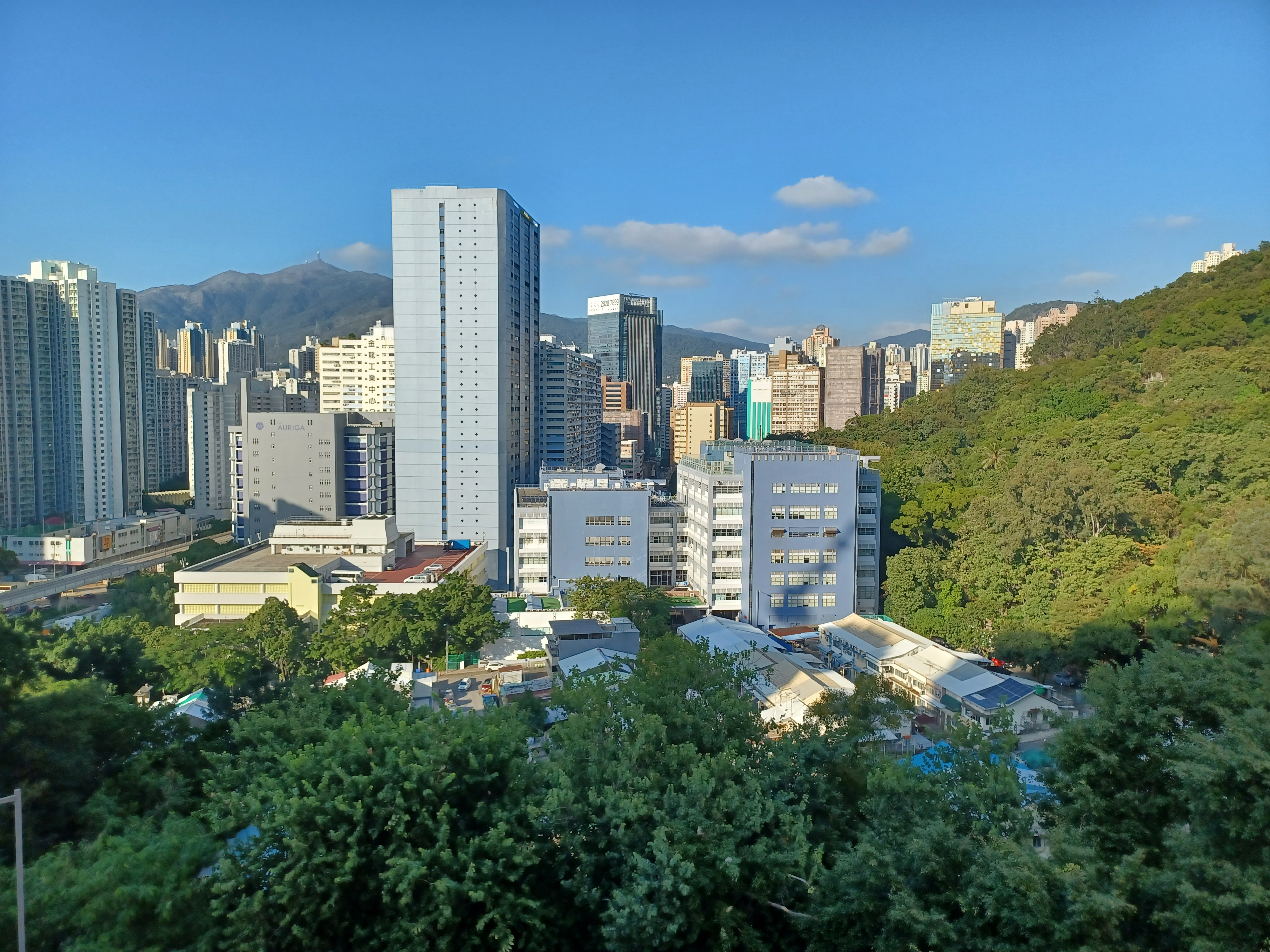
下葵涌村

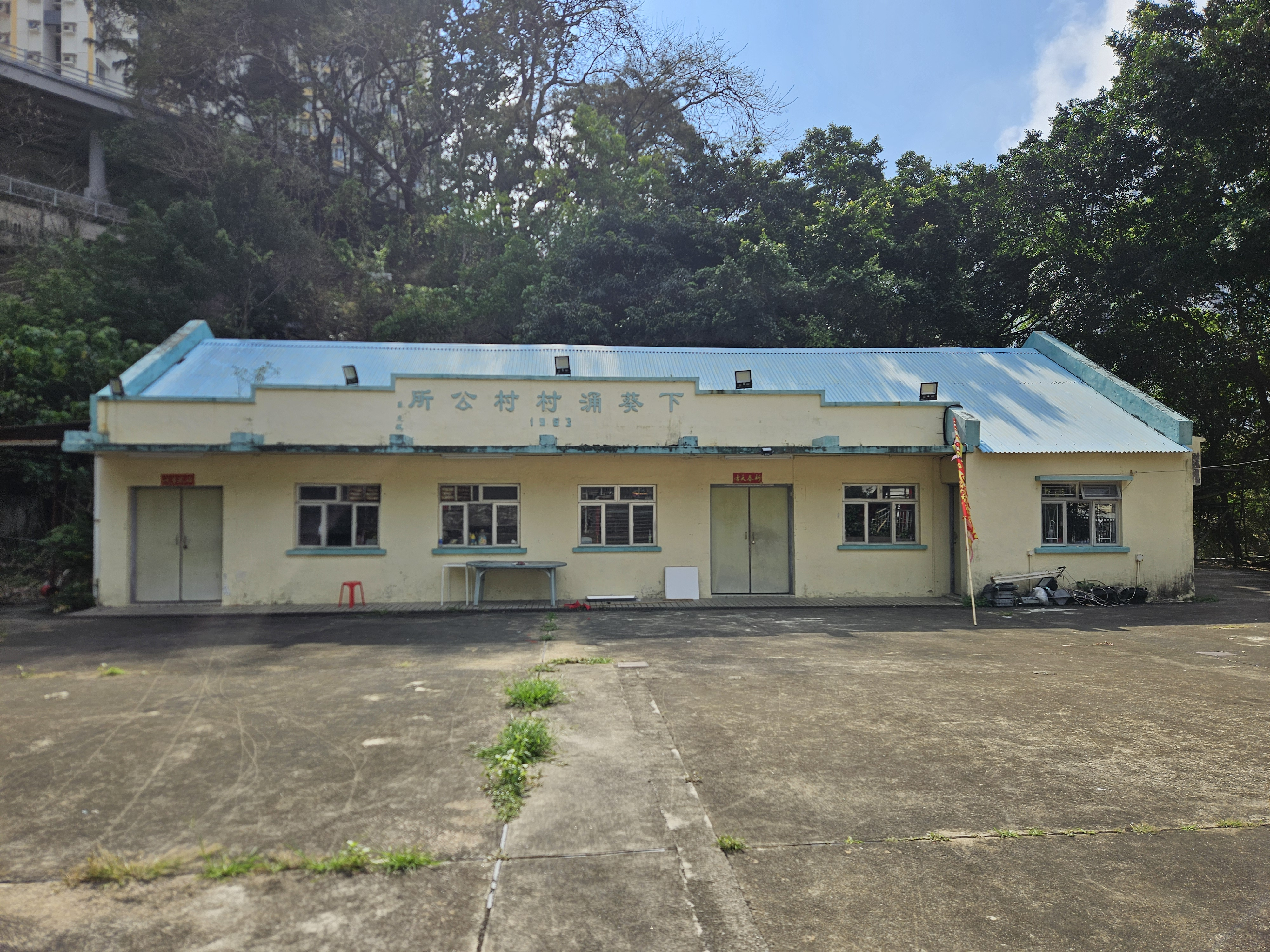
下葵涌村村公所

為方便比較，以下列表以葵興站以南至荃灣路葵涌道交界、青山公路－葵涌段沿線（葵涌道交界至中葵涌公園、華員邨交匯處）等附近地區為範圍。而下葵涌分科診所、麗瑤邨、華員邨、華景山莊等地方，則可參考荔景條目。
| 年度/範圍                          | 2000-2003      | 2004-2007      | 2008-2011      | 2012-2015      | 2016-2019      | 2020-2023      | 2024-2027  |
| ---------------------------------- | -------------- | -------------- | -------------- | -------------- | -------------- | -------------- | ---------- |
| 榮芳路興芳路以北、葵盛圍以南       | 興芳選區       | 興芳選區       | 興芳選區       | 興芳選區       | 興芳選區       | 葵聯選區       | 葵涌西選區 |
| 榮芳路興芳路以南、葵翠邨、下葵涌村 | 興芳選區       | 興芳選區       | 興芳選區       | 興芳選區       | 興芳選區       | 興芳選區       | 葵涌東選區 |
| 葵芳邨範圍                         | 葵芳選區一部分 | 葵芳選區一部分 | 葵芳選區一部分 | 葵芳選區一部分 | 葵芳選區一部分 | 葵芳選區一部分 | 葵涌東選區 |

註：以上主要範圍尚有其他細微調整（包括編號），請參閱有關區議會選舉選區分界地圖及條目。